# Adrià del Valle i Costa
Adrià del Valle i Costa (Barcelona, 1872 – l'Havana, 1945) fou un escriptor i periodista català. De ben jove va abraçar l'anarquisme i va col·laborar en el diari El Productor amb el pseudònim de Palmiro. Després viatjà arreu d'Amèrica i es va instal·lar a Nova York, on fou director d'El Despertar, des d'on publicà pamflets a favor de la independència de Cuba. El 1895 s'establí a l'Havana i contactà amb els independentistes cubans. Després retornà a Nova York i es relacionà amb diversos membres de l'emigració cubana i continuà treballant a favor de la independència cubana.
El 1899 tornà a Cuba, on fundà el periòdic El Nuevo Ideal, fou redactor de Cuba y América i col·laborador a El Mundo (1902), La última Hora (1913) i Heraldo de Cuba (1914-1915). Després fou nomenat director dels diaris El Audaz (1912-1913) i La Nación (1919-1920), i el 1914, en reconeixement de la seva tasca a favor de la independència cubana, bibliotecari de la Sociedad Económica de Amigos del País, on va organitzar, revisar i classificar el seu fons bibliogràfic. També va col·laborar a La Revista Blanca.

## Obres
- El naturalismo para vivir cien años
- Marta
- Los diablos amarillos
- Juan sin pan
- Nàufragos
- La Historia documentada de la Gran Legión del Águila Negra
- La mulata Soledad
- Cuentos inverosímiles
- Por el camino